# Ion Draica
Ion Draica (Constanza, Rumania, 5 de enero de 1958) es un deportista rumano retirado especialista en lucha grecorromana donde llegó a ser campeón olímpico en Los Ángeles 1984.

## Carrera deportiva
En los Juegos Olímpicos de 1984 celebrados en Los Ángeles ganó la medalla de oro en lucha grecorromana de pesos de hasta 82 kg, por delante del luchador griego Dimitrios Thanopoulos (plata) y del sueco Sören Claeson (bronce).